# 2025年東南歐抵制連鎖零售商運動
自2025年1月下旬起，東南歐國家的零售商店接連遭到消費者抵制。這場運動最早於1月24日在克羅地亞爆發，起因是全國零售價格飆升。隨後，塞爾維亞、黑山、波斯尼亞和黑塞哥維那、北馬其頓、斯洛文尼亞、阿爾巴尼亞、羅馬尼亞、保加利亞、科索沃與匈牙利相繼響應，而斯洛伐克、希臘與捷克也陸續出現抵制呼聲或計畫。這些抵制發生之際，整個地區的食品價格與生活成本均大幅上升，成因涉及多種經濟因素。此波抵制運動獲得廣泛的公眾支持。

## 背景
在這波抵制運動爆發前，克羅地亞的物價已大幅上漲，導致薪資與退休金的購買力大幅下降。最初，這股漲勢源於2019冠狀病毒病大流行後的通膨壓力，但在2023年克羅地亞加入歐元區後，物價進一步飆升。農業產業萎縮、大型食品零售商壟斷市場、當地小型商家遭侵蝕、進口商品湧入，以及經濟過度依賴觀光業，都是推動通膨的關鍵因素。此外，國內各大零售商進一步調漲價格，官方數據顯示，物價累計上升30%。
克羅地亞的生活成本在抵制運動期間遠高於鄰國。基本食品價格大幅飆升，例如麵包與雞蛋的價格在部分情況下甚至上漲60%。公眾對於克羅地亞與周邊國家的物價差距高度關注。例如，一款德國品牌的洗髮精在克羅地亞的售價比德國當地高出130%，而在保加利亞則比克羅地亞便宜20%。即便是本地生產的商品也同樣價格高昂，例如克羅地亞一款調味料在國內售價每公斤7.69歐元，而在瑞典僅售6.35歐元。黑山報紙 《Vijesti》的記者布拉尼米爾·布拉達里克指出，過去經常光顧餐廳的遊客，如今因價格過高，開始選擇在住宿處自行準備餐點。
克羅地亞的通膨率已連續四個月上升。服務業價格上漲6.3%，食品、飲料與菸草類價格較去年同期上升4.7%。在生活成本高漲的情況下，克羅地亞人開始減少在零售商店與超市消費，並避免使用外送服務、銀行、餐廳與咖啡館。部分民眾甚至以拒繳帳單與改為網購的方式參與抵制運動。

## 克羅地亞抵制運動（1月24日起）

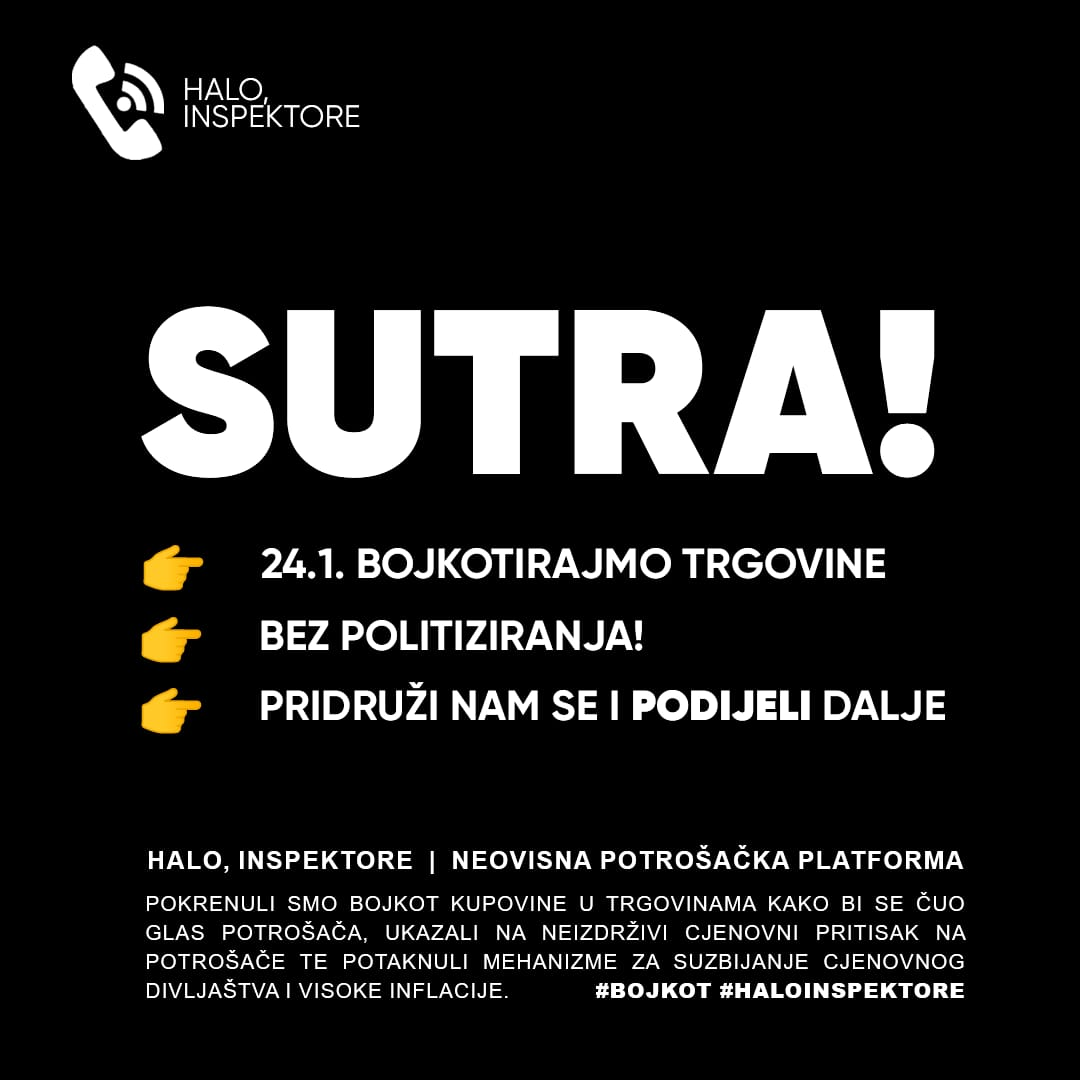
Halo, inspektore發起的社群媒體宣傳單呼籲消費者參與抵制運動。

克羅地亞的抵制運動最初由Facebook群組「Halo, inspektore」發起，該群組由歐洲消費者卓越中心管理。該中心主席約瑟夫·凱勒曼表示，這場運動源自消費者的自發倡議。最初，發起人呼籲民眾在一週內抵制犢牛肉，理由是近幾個月食品價格據稱上漲40%。隨後，1月24日的單日抵制行動在克羅地亞社群媒體上迅速擴散，並獲得廣泛支持。然而，1月下旬的抵制運動期間，多次遭遇破壞企圖。其中較為引人關注的事件，是支持執政黨總統候選人德拉甘·普里莫拉茨的社群群組被刻意更名為「Halo inspektore」（去掉逗號），以混淆視聽。

### 首次抵制行動
這次抵制主要針對特定民生商品，包括麵包、義大利麵、火腿、香腸、魚類、牛奶、乳製品及各類蔬果。行動的目的在於向政府和企業傳達民眾對於物價飛漲的強烈不滿。
克羅地亞經濟部隨即回應，擴大受價格管制的商品範圍。
根據統計，1月24日（星期五）零售業的發票數量比1月17日（前一週的星期五）下降44%，總營收更是大減53%。在所有經濟領域中，發票數量與總支出分別減少 29%和36%。當天許多商店與停車場顯得異常冷清。

### 後續行動
儘管這場抵制導致零售業銷售額腰斬，但零售商依舊不願讓步，促使民眾於1月30日發起新一輪為期一週的抵制行動，這次鎖定利多超市、EuroSpin和Dm藥妝店等連鎖零售商，指控其商品價格過高。其中，利多超市受到特別批評，因為該品牌進入克羅地亞市場時曾承諾提供低價商品，如今卻未履行承諾。此次抵制還涵蓋碳酸飲料（特別是可口可樂）、清潔用品與瓶裝水。此外，1月31日更被定為「全面抵制日」，號召消費者拒絕購買所有商品與服務。
Halo, inspektore進一步宣佈，下一波抵制行動將於2025年2月7日（星期五）展開，目標為連鎖超市Konzum，行動將持續一週。此外，當天也將進行針對所有超市的全面市場抵制。此次抵制目標是透過線上投票決定的，Konzum獲得31.7%的選票。第三次全面抵制行動導致零售業總營收下降20%，發票數量減少15%。

## 東南歐各國的抵制行動與計畫
克羅地亞的抵制行動成功帶動連鎖反應，促使東南歐多國，特別是「南斯拉夫圈」國家陸續響應。1月31日，前南斯拉夫各國發起同步行動，進一步擴大影響力。

### 阿爾巴尼亞
隨著巴爾幹半島其他國家的抵制運動升溫，阿爾巴尼亞的民間抵制行動也逐漸展開，並出現多項獨立倡議。其中一項行動呼籲在2月5日至10日間發起抵制，另一項則計畫於2月16日進行單日抵制。網路上流傳的一份倡議書聲稱，「阿爾巴尼亞的物價是歐盟內最不合理的」，並呼籲民眾針對超市、商店及涉嫌抬高價格的服務業者發起抵制。
2月5日至10日的抵制行動，民眾每天鎖定一家特定零售商，依序為：2月5日Big Market、2月6日Conad、2月7日Albmarket、2月8日Xhangolli、2月9日Eco Market，最終於2月10日針對斯巴超市。

### 波斯尼亞和黑塞哥維那
受克羅地亞抵制行動啟發，波斯尼亞和黑塞哥維那的社群媒體用戶自1月31日起發起類似的抵制號召。行動參與者對於持續上漲的物價深感憂慮，並指出該國許多商品的價格甚至高於德國等西歐國家。生活成本飆升亦成為民眾關注的焦點。
這場抵制運動針對商店、餐廳及加油站，目標是向政府和企業施壓，要求抑制通貨膨脹，並提高最低工資與生活水準。

### 保加利亞
由「體制正在殺害我們」運動、保加利亞消費者聯合會、退休人員聯合工會、前監察專員瑪雅·馬諾洛娃及前國會議員維利札‧恩切夫共同發起的抵制行動，計畫於2月13日舉行。發起單位在社群媒體貼文中指出，零售連鎖店與小型雜貨店的物價飆漲，讓80萬名生活在貧困線以下的退休人士及貧困勞工面臨更嚴峻的經濟壓力。
貼文還指出，許多國際連鎖超市內的商品——如奶油、牛奶、乳酪、肉類及香腸——在保加利亞的售價甚至高於其母國（如德國或奧地利），儘管這些國家的生活水準更高。發起者要求政府對70項基本食品設立價格上限，並呼籲政府支持中小型生產者，提升價格機制的透明度。
「體制正在殺害我們」成員內莉·迪米特洛娃表示，如今保加利亞人連牛奶、雞蛋、肉類等基本生活必需品都難以負擔。
在這場抵制行動籌備之前，保加利亞民族運動副主席卡洛斯·孔特雷拉也曾在Facebook上發出抵制呼籲，強調同樣商品在保加利亞的售價比德國高出20%以上。
自2月13日起，該國開始抵制行動。
2月13日的抵制行動導致大型連鎖超市的收入較前一天下降了28.8%。

### 捷克

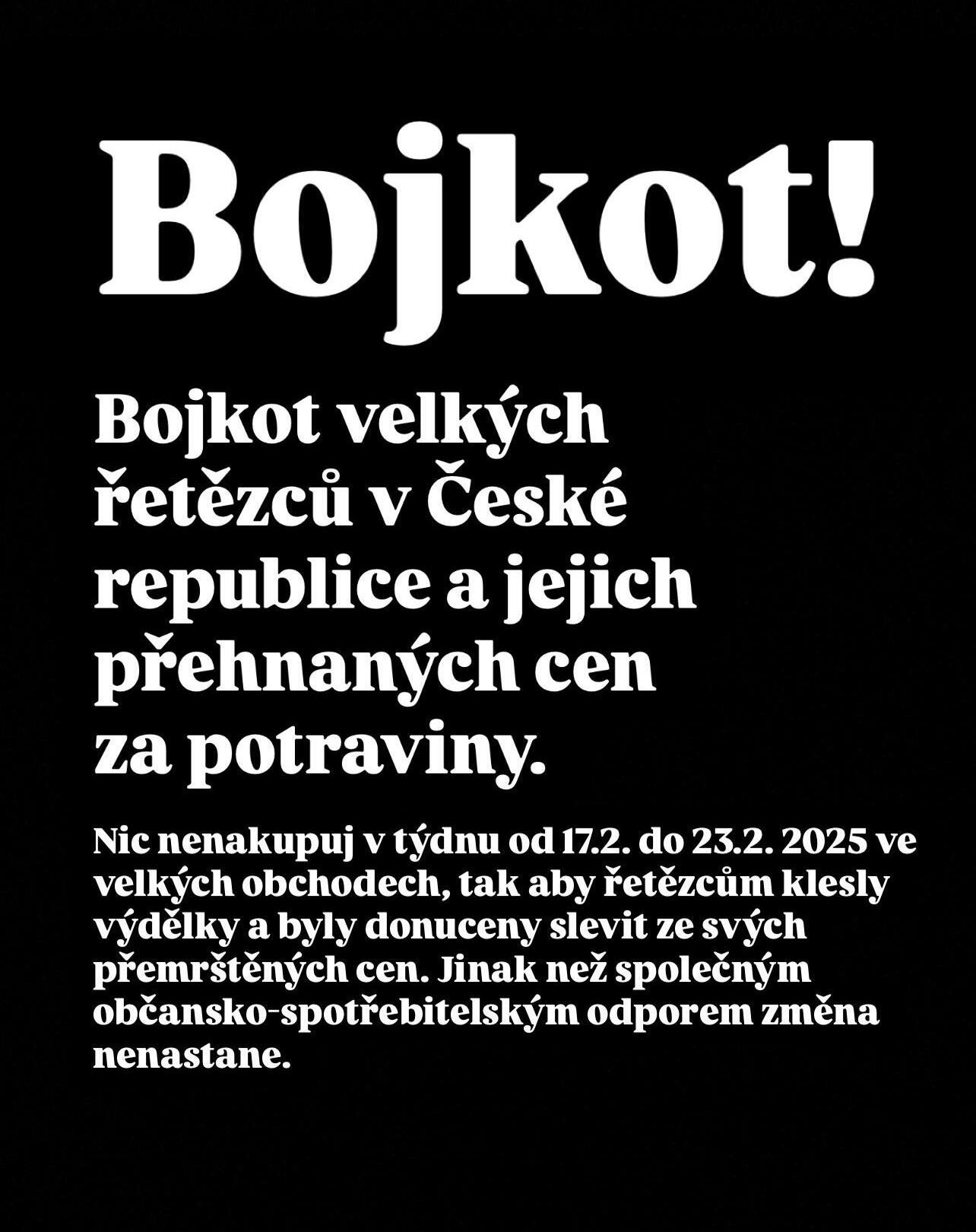
2月17日至23日抵制捷克大型連鎖店的傳單，要求其降低價格。最後一句話為「除非公民和消費者共同抵抗，否則不會發生改變。」

受克羅地亞抵制行動影響，捷克Reddit也掀起類似運動。在子版塊r/czech討論區，一名用戶發起號召，呼籲民眾於2月17日至23日間抵制大型零售連鎖店，目的是施壓商家調降價格，並遏止濫用所謂的「折扣優惠」（支持者認為這些折扣價其實是原價），同時反對會員卡制度。許多捷克民眾則進一步呼籲政府介入，協助穩定物價。

### 希臘
在抵制零售商運動發生前，希臘物價持續攀升，僅在2025年1月，生鮮肉類價格上漲3.05%、生鮮魚類與海鮮上漲2.87%、水、果汁與汽水上漲3.01%，而咖啡與巧克力的價格在前幾個月也顯著上升。
希臘消費者總聯合會（希臘語：Γενική Ομοσπονδία Καταναλωτών Ελλάδας）計畫於2月19日發起全國性抵制，號召希臘民眾當天不消費任何商品或服務，甚至避免支付銀行貸款、公用事業費（水電、電話帳單）、燃料、超市、咖啡館、餐廳、商店、電子產品及任何金融交易。
總聯合會主席喬治·萊喬裡蒂斯亦呼籲希臘政府支持這項行動。

### 匈牙利
匈牙利社群媒體上，抵制行動的聲勢逐步擴大。其中一個組織號召在2月11日至14日發起為期四天的抵制，而另一個則主張2月13日進行單日行動。後者成為最受關注的行動，因為2月13日正逢匈牙利的「退休日」，這一天退休人士通常會大量採購，使抵制行動有機會抵消當日原本的銷售高峰。此次抵制主要抗議通貨膨脹與食品價格飆漲，部分支持者則再度指出，鄰國的物價相對較低。
此次抵制鎖定奧樂齊超市、利多超市、斯巴超市、Tesco、歐尚、佩妮超市、Coop、CBA和G-Roby等超市。發起方表示，2月13日（星期四）作為抵制行動的最後一天，未來可能將每週四定為「抵制日」。然而，普遍認為後續的抵制行動並未對匈牙利的物價產生顯著影響。

### 科索沃
由於消費品價格不斷上漲，科索沃民間掀起抵制浪潮。社群媒體上流傳的一張圖片號召民眾於2月1日至7日抵制消費，但其發起者仍未明朗。另一方面，Facebook群組「Boycott Markets」計畫在2月10日發動單日抵制，若政府仍未採取措施抑制物價，此行動將正式展開。此外，發起者特意選在10日舉行，以避免影響2月9日國會選舉的競選活動。
除了物價飆升，科索沃民眾亦對低薪現象表示不滿。工資成長趕不上物價上漲，導致許多家庭陷入經濟困境。有民眾表示，實際購買力已減少超過60%，而當地傳統點心土耳其酥餅的價格在三年間翻倍。此外，儘管科索沃薪資遠低於西歐國家，其物價卻與德國、波蘭等國相當。例如，1公升牛奶在科索沃售價1.35歐元，而在葡萄牙僅0.97歐元，在德國1.14歐元，比利時則為1.17歐元。
根據前外交部部長佩特里特·塞利米的說法，科索沃各大超市在去年創下歷史最高利潤。抵制行動呼籲民眾改向當地農民與菜市場購買商品，以減少對大型超市的依賴。

### 黑山
黑山自1月31日起發起抵制行動。該國自2021年至2024年間，通膨率達30.5%，食品價格更飆升41%。零售業者的營收在2021至2023年間增加逾50%，部分企業甚至獲利暴增200%。許多黑山民眾抱怨，當地物價明顯高於鄰近國家。此外，黑山自由工會聯盟亦呼籲會員積極參與抵制，以對抗不斷攀升的生活成本。

### 北馬其頓
北馬其頓於1月31日加入這波大規模抵制行動。該國同樣面臨物價飆升問題。政府曾推動「新年購物籃」計畫，鼓勵零售商自願降價，以抑制生活成本上升。然而，該計畫被批評收效甚微，甚至傳出部分商家先行漲價，再假意降價以符合政府補貼標準。
這場抵制導致北馬其頓八大連鎖超市的營收大幅下降，與前一週同期相比減少46.59%，較前一天則減少46.29%。該國公共收入辦公室報告指出，抵制當日的總營收為1.14億代納爾，遠低於1月30日的2.13億代納爾。

### 塞爾維亞
塞爾維亞於1月31日展開抵制行動，這場抵制與其他國家的不同之處在於，它發生在當地學生示威抗議運動的背景下。自2024年11月起，塞爾維亞學生便持續抗議，起因是11月1日的諾維薩德車站簷篷倒塌事故。
塞爾維亞的物價在歐洲名列前茅，甚至許多本土產品在海外的價格還比國內便宜。2024年10月，塞爾維亞政府調查Deleze、Mercator S、Univerexport和DIS四大零售連鎖，指控其涉嫌哄抬物價。此外，利多超市也成為抵制對象。塞爾維亞聯合工會「Sloga」亦呼籲會員加入抵制行列。

### 羅馬尼亞
羅馬尼亞近期也湧現抵制呼聲。呼籲發起抵制的聲浪越來越大，其中包括已被取消的2024年羅馬尼亞總統選舉之領先候選人克林·傑奧爾傑斯庫以及前羅馬尼亞總理維克托·蓬塔。他們號召民眾自2月10日起發起抵制，持續至2月16日。
除了對高物價的不滿，抗議者也批評超市過度依賴進口商品，忽視本土產品，導致國內糧食安全和經濟發展受影響。此次抵制的另一個訴求是，希望羅馬尼亞的物價與食品品質能向西歐看齊。抵制行動將主要針對利多超市、考夫蘭特超市、家樂福、Mega Image、Profi和佩妮超市等大型連鎖超市。
羅馬尼亞2023年的通膨率達5.1%，為歐盟最高之一，導致蔬菜、水果及清潔用品價格大幅上漲。

### 斯洛伐克
斯洛伐克據報亦出現抵制呼聲。2月6日，擁有超過14.6萬名追蹤者的Facebook專頁「不要拿垃圾餵我們」呼籲斯洛伐克民眾在一天內完全不購物，以表達對高昂食品價格的不滿。此次抵制行動主要針對Billa、Tesco、利多超市、考夫蘭特超市和COOP Jednota等連鎖超市。
對此，斯洛伐克現代商業聯盟 批評這項倡議，強調斯洛伐克的物價僅為歐盟平均水平的82%，相比之下，克羅地亞的物價則達到102%。

### 斯洛文尼亞
斯洛文尼亞也開始出現抵制聲浪。根據官方數據，該國物價比十年前上漲44%。雖然漲幅低於歐盟平均水平，但食品價格仍持續上漲，例如橄欖油上漲20%、奶油17%、肉類3%至6%，麵包2%。許多斯洛文尼亞人經常與意大利比較價格，發現當地物價遠高於後者。
如果抵制行動成行，將鎖定特定零售連鎖企業，並計劃於2月2日結束。之後，斯洛文尼亞民眾將被鼓勵繼續抵制其他商店，直至2月9日。

## 反應
這場抵制運動在多個國家獲得廣泛支持。斯洛文尼亞的一項民調顯示，84%的受訪者支持國內的抵制行動，其中78%計劃參與。在波黑，90%的民眾表態支持。克羅地亞的調查則顯示，89.5%的受訪者願意參加抵制。北馬其頓的輿論亦呈現相同趨勢。許多當地政治人物對這場運動表達支持。受影響的各國政府則開始與消費者組織及零售商展開對話，尋求解決方案。
克羅地亞政府未對抵制行動作出譴責，反而於1月30日宣布對70種消費品凍結價格。多個政黨紛紛表態支持，包括克羅地亞社會民主黨、我們可以！、橋樑黨和克羅地亞祖國運動。隸屬克羅地亞祖國運動的克羅地亞經濟部部長安特·蘇斯加爾也公開力挺。考夫蘭特超市和Konzum兩大超市連鎖企業則分別對1000種與250種產品設置價格上限。
北馬其頓執政黨馬其頓內部革命組織—馬其頓民族統一民主黨表態支持抵制，而主要反對黨馬其頓社會民主聯盟則一方面表態支持，一方面將責任歸咎於北馬其頓總理赫里斯蒂揚·米茨科斯基，指控政府無視反對派提出的應對方案，僅以「假購物籃」來敷衍物價上漲問題。
黑山總理米洛伊科·斯帕伊奇支持抵制行動，經濟部副部長尼克·傑約薩伊則呼籲抗議者不要將本地勞工納入抵制範圍。然而，代表零售業者的黑山商會及黑山消費者協會則反對這項行動。
在保加利亞，保加利亞社會黨普羅夫迪夫分部率先表態支持。此外，權利與自由運動—新起點黨領袖德利安·佩耶夫斯基宣佈，該黨將因應這次抵制行動提出控制物價的法案。
羅馬尼亞政府對抵制行動持反對立場。羅馬尼亞農業部部長弗洛林-約努特·巴爾布指出，羅馬尼亞市場上的食品有70%為本地產品，並警告抵制可能會導致國內食品加工業衰退。前羅馬尼亞總理弗洛林·克楚則認為，羅馬尼亞人應該抵制政府，而非零售商，並表示：「這些超市雇用了數百萬羅馬尼亞人，他們和我們一樣要繳稅，受相同的共產式監管影響。」